# Władysław Witwicki
Władysław Witwicki (30 de abril de 1878, Lubaczów – 21 de diciembre de 1948, Konstancin) fue un psicólogo, filósofo, traductor, historiador (de filosofía y arte) polaco y artista. Visto como uno de los padres de psicología en Polonia. Se graduó de la Universidad de Leópolis, fue estudiante de Kazimierz Twardowski. También estudió en la Universidad de Viena (bajo la dirección de Alois Höfler) y en la Universidad de Leipzig (bajo la dirección de Wilhelm Wundt). Dio una conferencia en la Universidad de Leópolis y se convirtió en profesor en la Universidad de Varsovia (1919–1948).
Witwicki es el autor de los primeros libros de texto polacos sobre psicología, el creador de la teoría del cratismo, teoría de los sentimientos, y se ocupó con los problemas de la psicología de la religión, y la creación de ética secular, tradujo los diálogos de Platón al polaco. Es uno de los pensadores asociados con la Escuela de Leópolis-Varsovia.
Władysław Witwicki era el quinto hijo de Urszula Witwicka, nacido Woińska (sobrina del Arzobispo Metropolitano de la Arquidiócesis de Leópolis, Łukasz Baraniecki), y Ludwik – Filip Wasylkowicz Witwicki, y padre de Janusz Witwicki, los creadores del Panorama plástico de la antigua Leópilis.

## Obra
También colaboró con otros filósofos. Por ejemplo, trabajó con Bronisław Bandrowski para desarrollar un modelo de psicología basado en la teoría de Franz Brentano sobre fenomenología. Incluyó un análisis de la Teoría del contenido de Edmund Husserl y el Fenómeno del pensamiento.
En los comentarios a su propia traducción de los Evangelios de Mateo y Marcos – Dobra Nowina według Mateusza i Marka (Las Buenas Nuevas según Mateo y Marcos) – Witwicki cuestiona la salud mental de Jesús. Él atribuyó a Jesús subjetivismo, un mayor sentido de su propio poder y superioridad sobre los demás, egocentrismo y la tendencia a subyugar a otras personas, así como dificultades para comunicarse con el mundo exterior y desorden de personalidad múltiple, lo que lo convirtió en un esquizotímico o incluso esquizofrénico (según el Ernst Kretschmer tipología).

### Listado selecto de obras
- Traducciones de los diálogos de Platón
- Psychologia do użytku słuchaczów wyższych szkół naukowych, vol. 1–2 (1925–1927)
- Zarys psychologii (1928)
- Wiadomości o stylach (1934)
- Wiara oświeconych, 1959 (fr.: La foi des éclairés, 1939)
- Przechadzki ateńskie (una serie de programas de radio, 1939, emitidos en 1947)
- Traducciones del Evangelio de Mateo y el Evangelio de Marcos con análisis psicológico[23] (Dobra Nowina według Mateusza i Marka, escrito en 1942, emitido en 1958)